# Galerie Bernheim-Jeune
Galerie Bernheim-Jeune je jednou z nejstarších uměleckých galerií v Paříži.
Otevřena byla na Rue Laffitte v roce 1863 Alexandrem Bernheimem (1839–1915) společně s Eugènem Delacroix, Jean-Baptiste-Camille Corotem a Gustave Courbetem. Galerie několikrát změnila umístění a nakonec zůstala na pařířské Avenue Matignon. Galerii po celou dobu řídí Bernheimova rodina. Galerie propagovala realisty, umělce barbizonské školy a od roku 1874 první impresionistické a později postimpresionistické malíře.

## Historie
V roce 1901 Alexandre Bernheim se svými syny Jossem (1870–1941) a Gastonem (1870–1953) uspořádal první významnou výstavu obrazů Vincenta van Gogha v Paříži za pomoci uměleckého kritika Juliena Leclercqa.
Od roku 1906 začal Bernheim-Jeune frères představovat díla Pierra Bonnarda, Édouarda Vuillarda, Paula Cézanna, Henri-Edmonda Crosse, Keese van Dongena, Henriho Matisse, Henriho Rousseau, Raoula Dufyho, Maurice de Vlamincka, Amedea Modiglianiho, Maurice Utrillo a Georgese Dufrénoye.
V letech 1906 až 1925 byl ředitelem galerie umělecký kritik Félix Fénéon. Přinesl do galerie umění malířů Georgese Seurata a Umberta Boccioni. Galerie se stala jedním z center umělecké avantgardy. V roce 1906 začala galerie vydávat také monografie; první vydání bylo věnováno obrazům Eugèna Carrièra. V roce 1919 také začala vydávat dvouměsíční bulletin o uměleckém životě.
V roce 1922 galerie vystavovala společně díla Alice Halicke, Augusta Herbina, Pierra Hodé, Moïse Kislinga, Marie Laurencin, Henriho Lebasque, Fernanda Légera a Henriho Matisse.
Během německé okupace za druhé světové války byl majetek galerie zabaven "Reichsleiter Rosenberg Taskforce" (Pracovní skupina Reichsleiter Rosenberg (německy: Einsatzstab Reichsleiter Rosenberg neboli ERR byla organizace NSDAP, která se věnovala přivlastňování kulturních statků během druhé světové války). V roce 1941 byla jejich galerie uzavřena, obrazy byly zabaveny a budova prodána. Stejně jako jiní obchodníci s uměním, jako například Paul Rosenberg, i Bernheim musel pracovat několik desítek let, aby získal zpět alespoň některé obrazy. Úkol byl ztížen tím, že během rabování zmizely z galerie dvě hlavní účetní knihy. V roce 1940 rodina Bernheim-Jeune už vycítila, že se na ně a na jejich galerii nacisté zaměří a poslala asi 30 impresionistických a postimpresionistických obrazů do zámku Château de Rastignac v Dordogne uschovat. Dne 30. března 1944, prchající síly nacistických Schutzstaffel (SS) zapálily zámek poté, co bylo odvezeno pět plně naložených nákladních aut. Obrazy mohly být tedy také zničeny. V roce 2012 zemřel Michel Dauberville, člen rodiny Bernheimů. Vedení galerie Bernheim-Jeune se ujal jeho bratranec Guy-Patrice Dauberville, také odborník na moderní malbu a specialista na Pierra Bonnarda a Renoira. Galerie nyní vystavuje malíře a sochaře s tradicí École de Paris a umělce jako Jean Carzou, Shelomo Selinger nebo Pollès.

## Ukončení galerie
V roce 2018 webové stránky Bernheim-Jeune oznámily uzavření galerie.

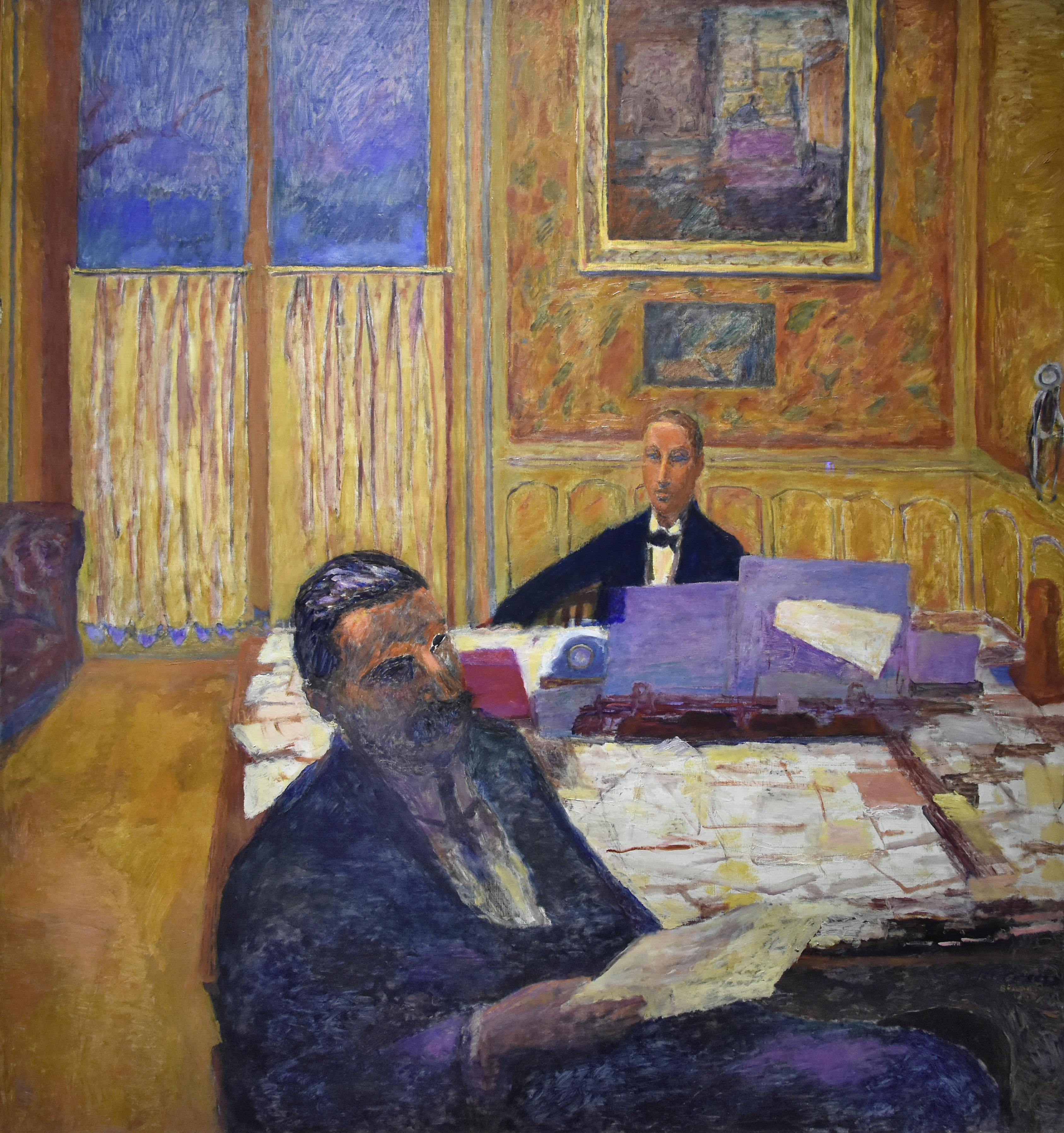
Pierre Bonnard (1867-1947) Bernheim-Jeune - Musée d'Orsay Paris
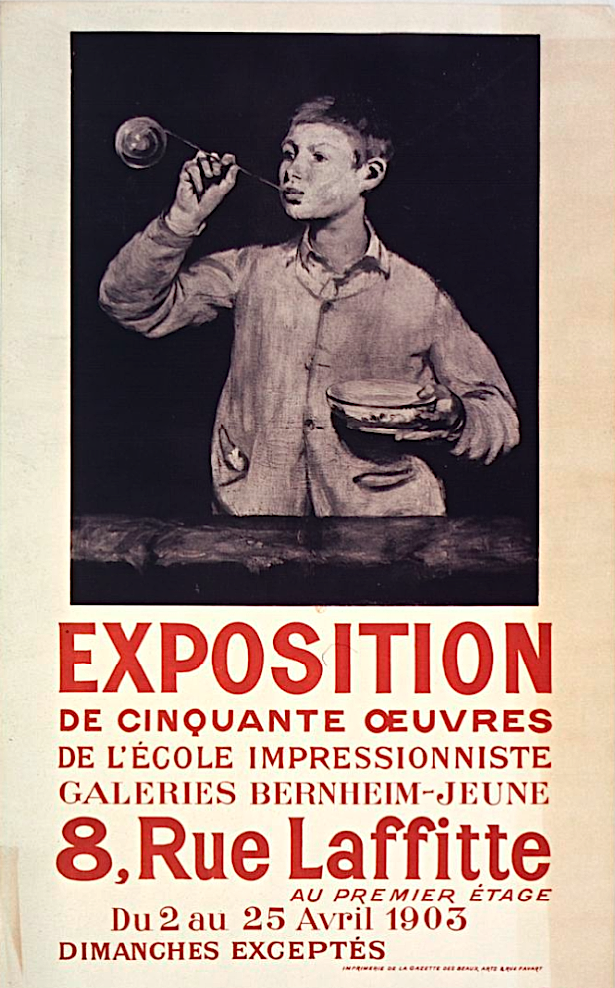
Bernheim-Jeune výstava impresionistů, duben 1903
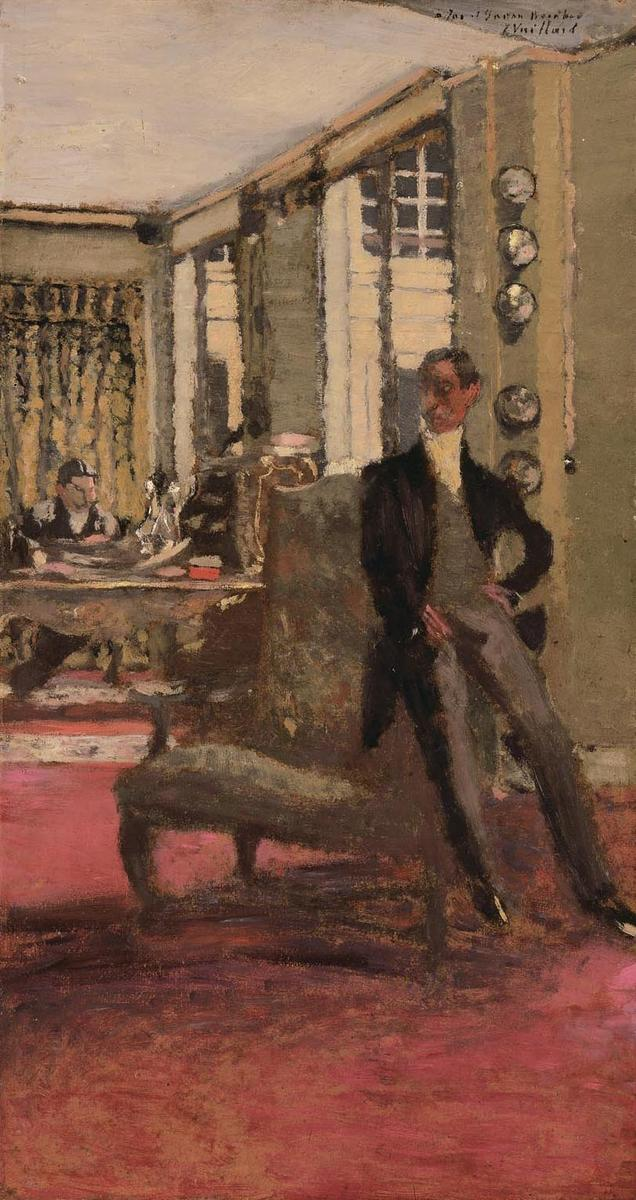
Édouard Vuillard, The Art Dealers - The Bernheim-Jeune Brothers, 1912
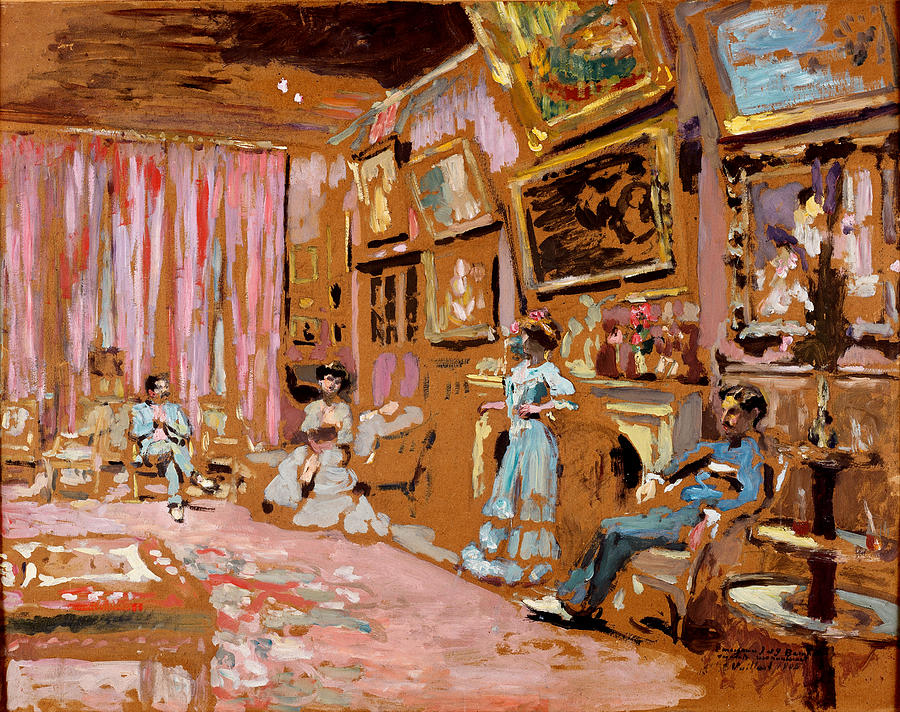
Édouard Vuillard, Josse a Gaston Bernheim-Jeune
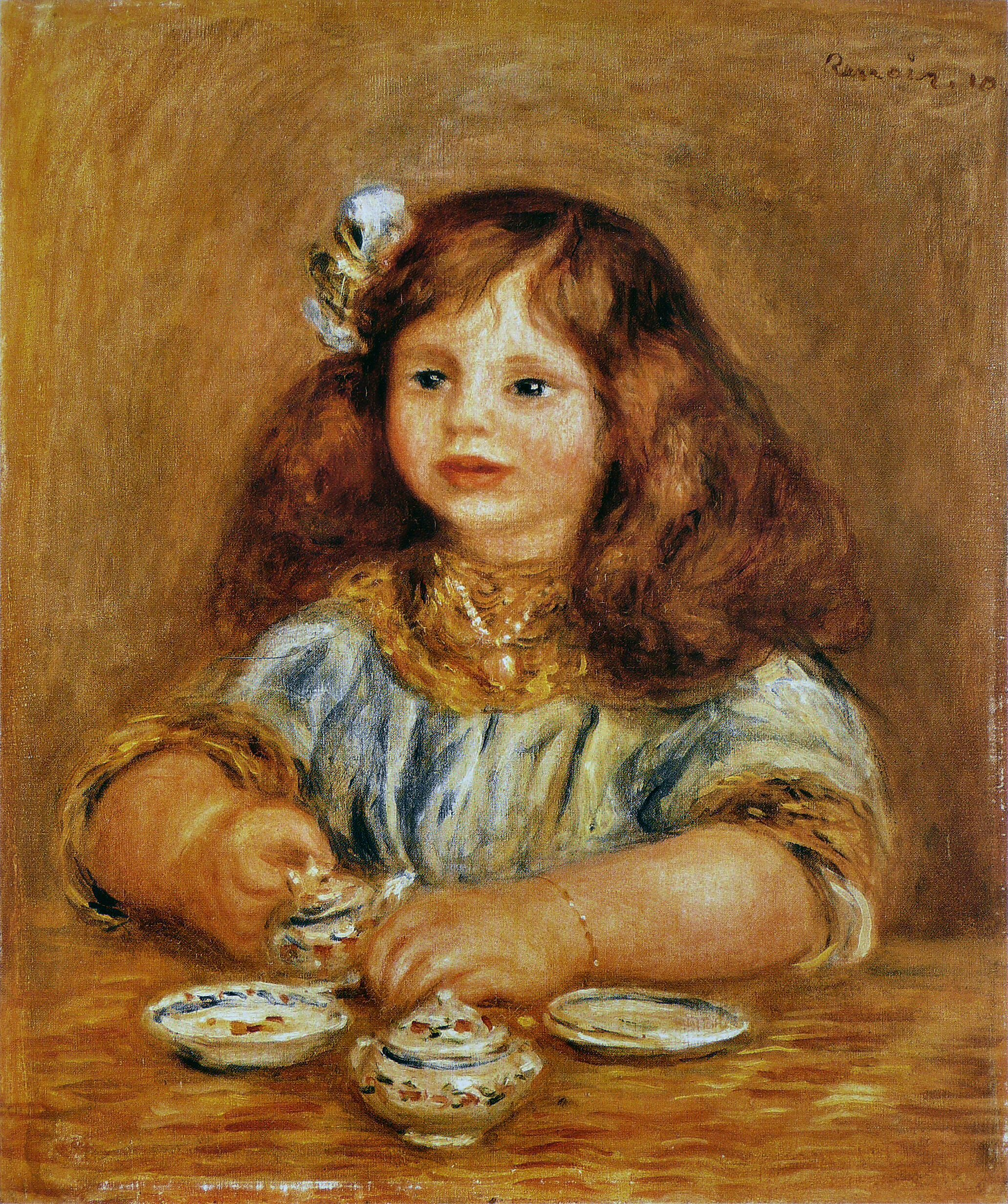
Geneviève Bernheim de Villers
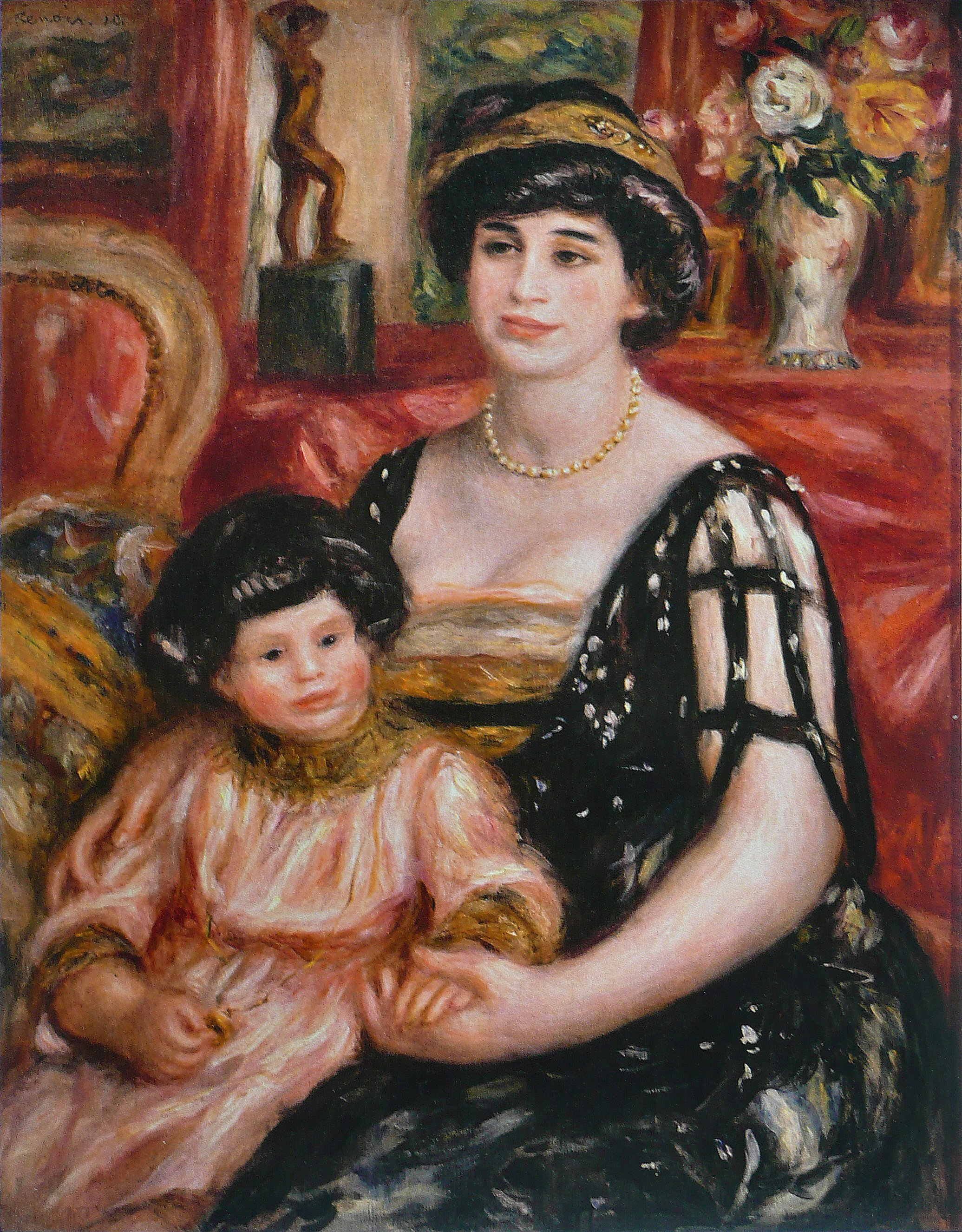
Madame Josse Bernheim-Jeune
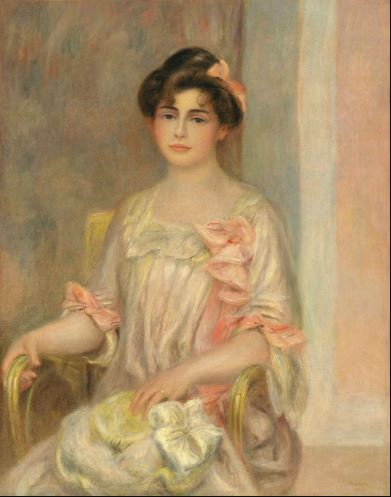
Josse Bernheim-Dauberville (roz. Mathilde Adler)
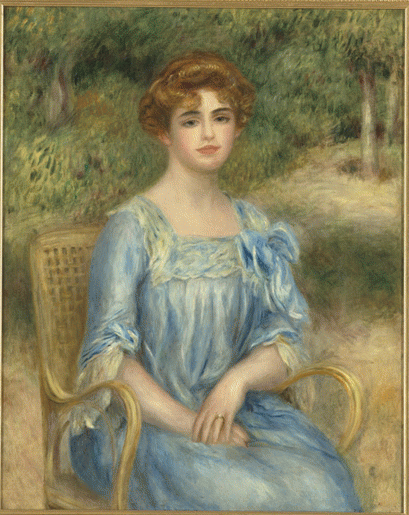
Madame Gaston Bernheim de Villers, 1901
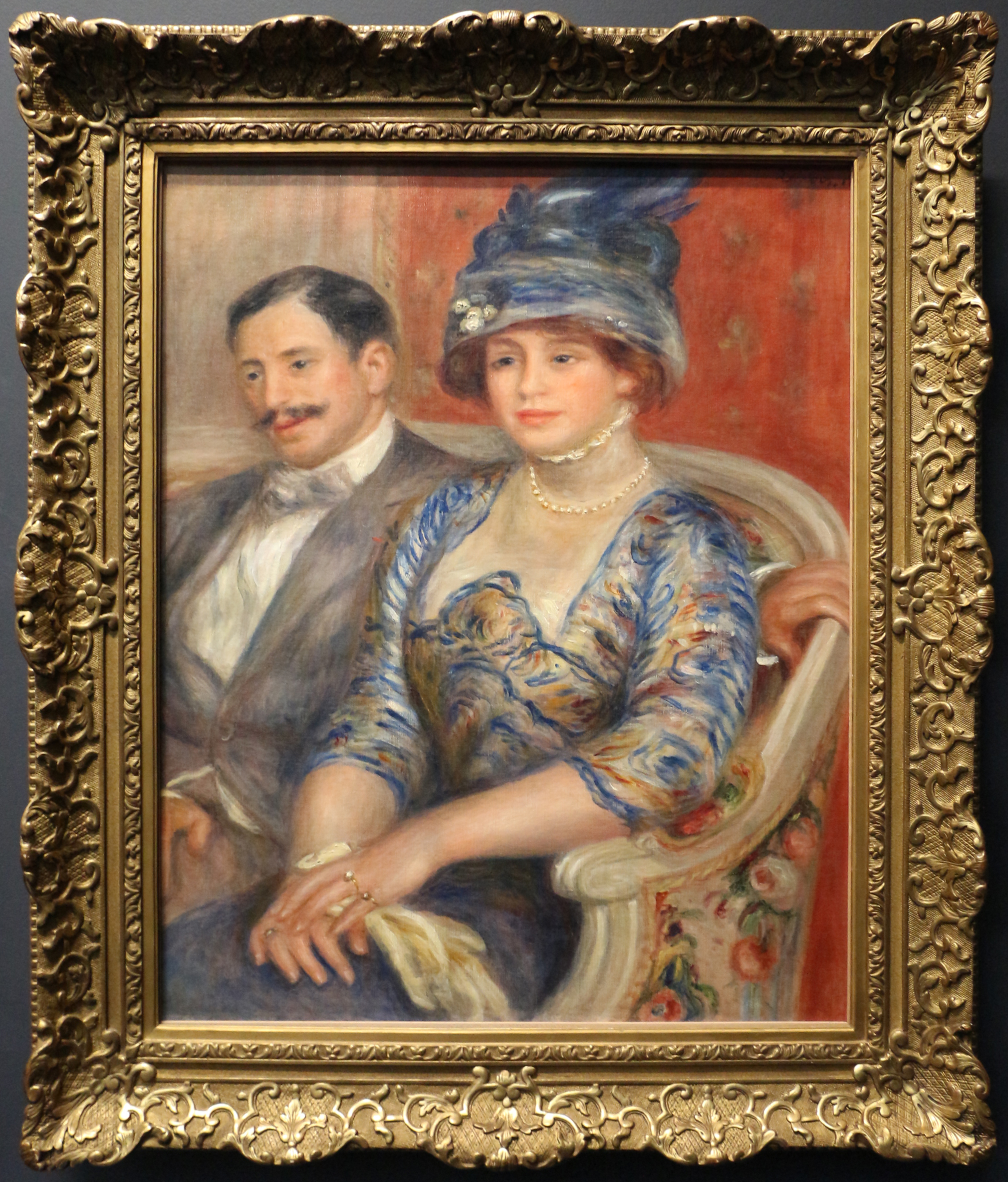
Bernheimovi, 1910